# Pueblo sagartio

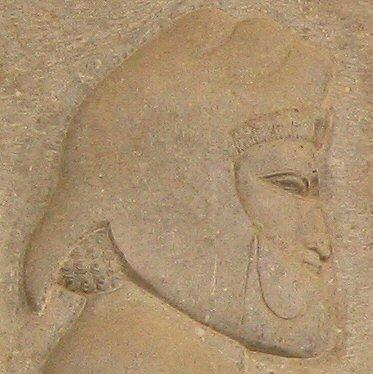
Sagartio, Apadana, Persépolis.

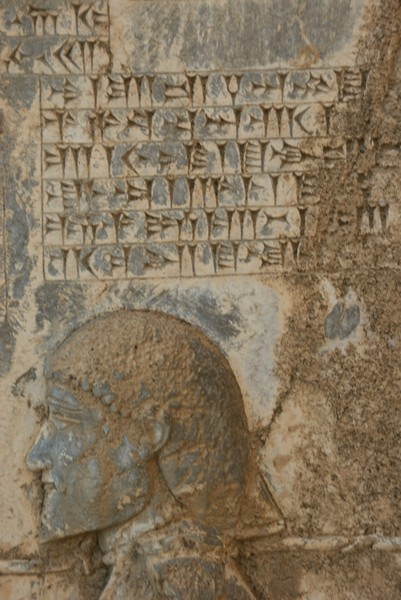
Relieve de Behistún de Tritantecmes. Reza «Este es Tritantaechmes. Él mintió, diciendo: "Soy rey de Sagartia, de la familia de Ciáxares"».

Los Sagartios (en latín: Sagartii; en griego antiguo: Σαγάρτιοι, Sagartioi; Persa antiguo: 𐎠𐎿𐎥𐎼𐎫𐎡𐎹 Asagartiya; elamita: 𒀾𒐼𒋼𒀀𒋾𒅀 Aš-šá-kar-ti-ia, babilónico: 𒆳𒊓𒂵𒅈𒋫𒀀𒀀 KUR Sa-ga-ar-ta-aa) eran una antigua tribu iraní que habitaba en la meseta iraní. Se desconoce su ubicación exacta; probablemente eran vecinos de los partos en el noreste de Irán. Según Heródoto (1.125, 7.85) estaban emparentados con los persas (suroeste de Irán), pero es posible que también hubiesen entrado en una unión política con los medos (iraní noroccidental) en algún momento (J. van Wesendonk en ZII 9, 1933, pp.23f). Ptolomeo (6.2.6) las sitúa en Media, mientras que Estéfano de Bizancio afirma que había una península en el mar Caspio llamada Sagartía. Eran pastores nómadas, siendo su principal arma el lazo (Heródoto 7.85).
No está claro si son idénticos a los Zikirti mencionados por Sargón II como habitantes del norte de Zagros a fines del siglo VIII a. C. Es posible que el rey medo Ciáxares les hubiese concedido el distrito de Erbil como recompensa por su ayuda en la captura de Nínive.
Según Heródoto (3.93), los sagartios pertenecían a la decimocuarta provincia tributaria del Imperio aqueménida. Una delegación sagartia aparece entre los portadores de tributos en el relieve de Apadana. Heródoto también mencionó en el séptimo libro de su Historia que éstos proporcionaron 8.000 jinetes para el enorme ejército del rey Jerjes durante la invasión de Grecia por parte del rey persa en el 480 a. C.